# Internazionali di Tennis Monza e Brianza 2010
Gli Internazionali di Tennis Monza e Brianza 2010, noti come Mitsubishi Electric Cup per motivi di sponsorizzazione, sono stati un torneo professionistico di tennis maschile giocato sulla terra rossa indoor, che faceva parte dell'ATP Challenger Tour 2010. Si è giocato a Monza in Italia dal 5 all'11 aprile 2010.

## Partecipanti

### Teste di serie
| Nazionalità | Giocatore         | Ranking* | Testa di serie |
| ----------- | ----------------- | -------- | -------------- |
| Germania    | Daniel Brands     | 94       | 1              |
| Russia      | Igor' Kunicyn     | 100      | 2              |
| Spagna      | Pere Riba         | 117      | 3              |
| Romania     | Victor Crivoi     | 118      | 4              |
| Giamaica    | Dustin Brown      | 124      | 5              |
| Serbia      | Ilija Bozoljac    | 129      | 6              |
| Polonia     | Michał Przysiężny | 130      | 7              |
| Belgio      | Christophe Rochus | 136      | 8              |

- Ranking al 22 marzo 2010.

### Altri partecipanti
Giocatori che hanno ricevuto una wild card:
- Andrea Arnaboldi
- Stefano Ianni
- Dejan Katić
- Matteo Trevisan

Giocatori passati dalle qualificazioni:
- Johannes Ager
- Francesco Aldi
- Benjamin Balleret
- Jesse Huta Galung

Giocatori lucky loser:
- Marcelo Demoliner

## Campioni

### Singolare
Daniel Brands ha battuto in finale  Pablo Andújar con il punteggio di 6(4)–7, 6–3, 6–4

### Doppio
Daniele Bracciali /  David Marrero hanno battuto in finale  Martin Fischer /  Frederik Nielsen con il punteggio di 6–3, 6–3